# Sanremo-Festival 2023
Die 73. Ausgabe des Festival della Canzone Italiana di Sanremo fand 2023 vom 7. bis zum 11. Februar im Teatro Ariston in Sanremo statt und wurde von Amadeus mit Gianni Morandi moderiert.
Den Wettbewerb gewann Marco Mengoni mit dem Lied Due vite.

## Organisation

### Ausrichtung, Leitung und Moderation
Das Festival wurde vom öffentlich-rechtlichen Rundfunk Italiens Rai organisiert. Amadeus moderierte das Festival zum vierten Mal in Folge und war gleichzeitig auch wieder künstlerischer Leiter (direttore artistico) der Veranstaltung. Fester Komoderator war Gianni Morandi, als wechselnde Komoderatorinnen traten Chiara Ferragni, Francesca Fagnani, Paola Egonu sowie Chiara Francini in Erscheinung. Regie führte Stefano Vicario, die Bühnenausstattung stammte von Gaetano und Maria Chiara Castelli und Leonardo De Amicis war musikalischer Leiter.

### Nebenbühnen
Vor Sanremo traten auf einem Costa-Kreuzfahrtschiff während des Festivals musikalische Gäste auf. Die Auftritte wurden während der Festivalabende gezeigt. Die Gäste waren: Salmo, Guè, Fedez und Takagi & Ketra. Weitere Auftritte gab es auf einer Bühne auf der Piazza Colombo in Sanremo, hier waren Piero Pelù, Nek und Francesco Renga, Annalisa, La Rappresentante di Lista und Achille Lauro zu Gast.

### Pressejury
Die Pressejury (Giuria della Sala Stampa, Tv, Radio e Web) bestand aus den für das Festival akkreditierten Journalisten. Diese wurden in drei „Teiljurys“ aufgeteilt, nämlich Presse- und Fernsehjury, Radiojury und Onlinejury. Diese drei stimmten an den ersten beiden Abenden getrennt ab, wobei sie je ein Drittel der Abstimmung ausmachten. Am vierten und fünften Abend (in der Endrunde) traten die drei Teiljurys wieder als eine gemeinsame Pressejury mit einheitlicher Abstimmung auf, die je 33 % der Ergebnisses bestimmte.

### Demoskopische Jury
Die demoskopische Jury (giuria demoscopica) stellte eine Stichprobe aus 300 repräsentativ ausgewählten Musikkonsumenten dar, die von zuhause aus über ein elektronisches System abstimmten. Sie stimmte am dritten (50 %), vierten (33 %) und fünften Abend (33 % in der Endrunde) ab.

### Vorentscheidung zum Eurovision Song Contest
Wie üblich erhält der Sieger des Sanremo-Festivals die Möglichkeit, für Italien am Eurovision Song Contest 2023 teilzunehmen. Alle Teilnehmer müssen im Vorfeld angeben, ob sie diese Möglichkeit nutzen wollen. Sollte der Sieger die Teilnahme ablehnen, trifft die Rai eine interne Auswahl, unabhängig vom Sanremo-Festival.

## Teilnehmende Beiträge
Es nahmen 28 Beiträge in einer einheitlichen Kategorie am Wettbewerb teil. Die 22 Teilnehmer aus der Hauptauswahl wurden am 4. Dezember 2022 bekanntgegeben. Die Vorstellung aller Teilnehmer und der Liedtitel erfolgte im Finale von Sanremo Giovani 2022 am 16. Dezember 2022, wobei die sechs Bestplatzierten des Wettbewerbs Teil der 28 Teilnehmer waren.
| Platzierung | Interpret             | Lied                     | Autoren |
| ----------- | --------------------- | ------------------------ | --- |
| 1           | Marco Mengoni         | Due vite                 | Davide Petrella, Marco Mengoni, Davide Simonetta                                                                   |
| 2           | Lazza                 | Cenere                   | Davide Petrella, Lazza, Dardust                                                                                    |
| 3           | Mr. Rain              | Supereroi                | Mr. Rain, Lorenzo Vizzini, Federica Abbate                                                                         |
| 4           | Ultimo                | Alba                     | Ultimo |
| 5           | Tananai               | Tango                    | Paolo Antonacci, Davide Simonetta, Tananai, Alessandra Raina                                                       |
| 6           | Giorgia               | Parole dette male        | Bianco, Big Fish, Francesco Roccati, Mario Marco Gianclaudio Fracchiolla                                           |
| 7           | Madame                | Il bene nel male         | Bias, Brail, Madame                                                                                                |
| 8           | Rosa Chemical         | Made in Italy            | Rosa Chemical, Paolo Antonacci, Davide Simonetta, Oscar Inglese                                                    |
| 9           | Elodie                | Due                      | Elodie, Federica Abbate, Jacopo Ettorre, Francesco Catitti                                                         |
| 10          | Colapesce & Dimartino | Splash                   | Colapesce, Antonio Dimartino                                                                                       |
| 11          | Modà                  | Lasciami                 | Francesco Silvestre, Enrico Palmosi                                                                                |
| 12          | Gianluca Grignani     | Quando ti manca il fiato | Gianluca Grignani, Enrico Melozzi                                                                                  |
| 13          | Coma_Cose             | L’addio                  | Fausto Zanardelli, Francesca Mesiano, Fabio Dalè, Carlo Frigerio                                                   |
| 14          | Ariete                | Mare di guai             | Ariete, Calcutta, Dardust, Vincenzo Centrella                                                                      |
| 15          | LDA                   | Se poi domani            | LDA, Alessandro Caiazza, Francesco D’Alessio                                                                       |
| 16          | Articolo 31           | Un bel viaggio           | Daniele Silvestri, Antonio Colangelo, J-Ax, Grido, Federica Abbate, Wlady, DJ Jad                                  |
| 17          | Paola & Chiara        | Furore                   | Paola Iezzi, Chiara Iezzi, Alessandro La Cava, Merk & Kremont, Leonardo Grillotti, Eugenio Maimone, Jacopo Ettorre |
| 18          | Leo Gassmann          | Terzo cuore              | Riccardo Zanotti, Leo Gassmann, Marco Paganelli, Giorgio Pesenti                                                   |
| 19          | Mara Sattei           | Duemilaminuti            | Damiano David, ThaSup, Enrico Brun                                                                                 |
| 20          | Colla Zio             | Non mi va                | Tommaso Manzoni, Andrea Malatesta, Francesco Lamperti, Tommaso Bernasconi, Andrea Arminio, Giorgio Pesenti         |
| 21          | Cugini di Campagna    | Lettera 22               | Veronica Lucchesi, Dario Mangiaracina, Fabio Gargiulo                                                              |
| 22          | gIANMARIA             | Mostro                   | Gianmaria, Antonio Filippelli, Gianmarco Manilardi, Vincenzo Centrella, Vito Petrozzino                            |
| 23          | Levante               | Vivo                     | Levante |
| 24          | Olly                  | Polvere                  | Olly, Emanuele Lovito, Julien Boverod                                                                              |
| 25          | Anna Oxa              | Sali (canto dell’anima)  | Francesco Bianconi, Anna Oxa, Kaballà, Fio Zanotti                                                                 |
| 26          | Will                  | Stupido                  | Will, Simone Cremonini, Andrea Pugliese                                                                            |
| 27          | Shari                 | Egoista                  | Luciano Fenudi, Shari, Salmo, Riccardo Puddu                                                                       |
| 28          | Sethu                 | Cause perse              | Sethu, Jiz |

## Preise
- Sieger: Marco Mengoni – Due vite
- Kritikerpreis „Mia Martini“: Colapesce & Dimartino – Splash
- Pressepreis „Lucio Dalla“: Colapesce & Dimartino – Splash
- Premio “Sergio Bardotti” für den besten Text: Coma_Cose – L’addio
- Premio “Giancarlo Bigazzi” für die beste Komposition: Marco Mengoni – Due vite
- Preis für das beste Cover/Duett der Region Ligurien (vierter Abend): Marco Mengoni mit Kingdom Choir – Let It Be
- Premio Città di Sanremo: Peppino di Capri und Måneskin
- Premio Lunezia für den besten Text: Coma_Cose – L’addio
- Premio “Enzo Jannacci” NuovoIMAIE für die beste Interpretation: Colla Zio – Non mi va[1]

## Abende

### Erster Abend
Am ersten Abend wurden 14 der teilnehmenden Lieder erstmals vorgestellt. Darüber stimmten ausschließlich die drei Teiljurys der Pressejury ab. Komoderatorin war die Influencerin Chiara Ferragni.

#### Auftritte
| Reihenfolge des Auftritts | Interpret          | Lied                     | Abstimmungsergebnisse            | Abstimmungsergebnisse | Abstimmungsergebnisse | Abstimmungsergebnisse |
| Reihenfolge des Auftritts | Interpret          | Lied                     | Presse- und Fernsehjury (33,3 %) | Onlinejury (33,3 %)   | Radiojury (33,3 %)    | Insgesamt             |
| ------------------------- | ------------------ | ------------------------ | -------------------------------- | --------------------- | --------------------- | --------------------- |
| 1                         | Anna Oxa           | Sali (canto dell’anima)  | 14.                              | 14.                   | 14.                   | 14.                   |
| 2                         | gIANMARIA          | Mostro                   | 13.                              | 11.                   | 11.                   | 12.                   |
| 3                         | Mr. Rain           | Supereroi                | 10.                              | 7.                    | 8.                    | 9.                    |
| 4                         | Marco Mengoni      | Due vite                 | 1.                               | 1.                    | 1.                    | 1.                    |
| 5                         | Ariete             | Mare di guai             | 11.                              | 12.                   | 10.                   | 11.                   |
| 6                         | Ultimo             | Alba                     | 4.                               | 10.                   | 7.                    | 4.                    |
| 7                         | Coma_Cose          | L’addio                  | 2.                               | 2.                    | 5.                    | 3.                    |
| 8                         | Elodie             | Due                      | 3.                               | 3.                    | 2.                    | 2.                    |
| 9                         | Leo Gassmann       | Terzo cuore              | 6.                               | 5.                    | 4.                    | 5.                    |
| 10                        | Cugini di Campagna | Lettera 22               | 5.                               | 9.                    | 8.                    | 8.                    |
| 11                        | Gianluca Grignani  | Quando ti manca il fiato | 7.                               | 8.                    | 13.                   | 10.                   |
| 12                        | Olly               | Polvere                  | 12.                              | 13.                   | 12.                   | 13.                   |
| 13                        | Colla Zio          | Non mi va                | 8.                               | 6.                    | 6.                    | 7.                    |
| 14                        | Mara Sattei        | Duemilaminuti            | 9.                               | 4.                    | 3.                    | 6.                    |

#### Gäste

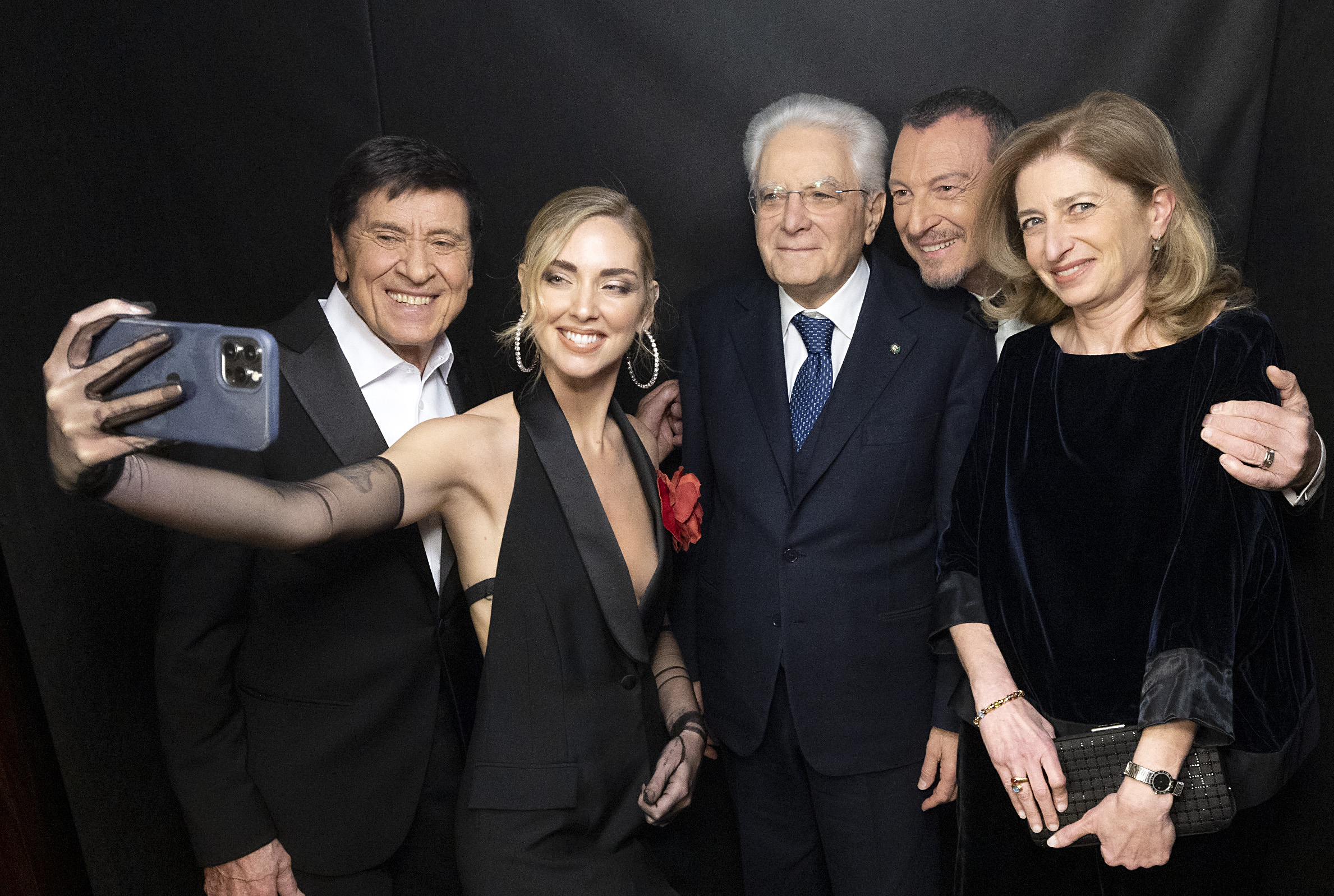
Die Moderatoren Amadeus, Gianni Morandi und Chiara Ferragni mit Sergio Mattarella und Laura Mattarella

- Sergio Mattarella (Staatspräsident; im Publikum)
- Roberto Benigni (Schauspieler)
- Mahmood & Blanco (Sänger)
- Pooh (Band)
- Elena Sofia Ricci (Schauspielerin)

### Zweiter Abend
Am zweiten Abend wurden die verbleibenden 14 Lieder erstmals vorgestellt. Darüber stimmten erneut die drei Teiljurys der Pressejury ab. Komoderatorin war die Journalistin Francesca Fagnani.

#### Auftritte
| Reihenfolge des Auftritts | Interpret             | Lied              | Abstimmungsergebnisse            | Abstimmungsergebnisse | Abstimmungsergebnisse | Abstimmungsergebnisse |
| Reihenfolge des Auftritts | Interpret             | Lied              | Presse- und Fernsehjury (33,3 %) | Onlinejury (33,3 %)   | Radiojury (33,3 %)    | Insgesamt             |
| ------------------------- | --------------------- | ----------------- | -------------------------------- | --------------------- | --------------------- | --------------------- |
| 1                         | Will                  | Stupido           | 12.                              | 13.                   | 10.                   | 12.                   |
| 2                         | Modà                  | Lasciami          | 8.                               | 10.                   | 12.                   | 10.                   |
| 3                         | Sethu                 | Cause perse       | 13.                              | 12.                   | 14.                   | 14.                   |
| 4                         | Articolo 31           | Un bel viaggio    | 7.                               | 9.                    | 9.                    | 9.                    |
| 5                         | Lazza                 | Cenere            | 6.                               | 3.                    | 4.                    | 4.                    |
| 6                         | Giorgia               | Parole dette male | 4.                               | 7.                    | 3.                    | 5.                    |
| 7                         | Colapesce & Dimartino | Splash            | 1.                               | 1.                    | 5.                    | 1.                    |
| 8                         | Shari                 | Egoista           | 14.                              | 14.                   | 13.                   | 13.                   |
| 9                         | Madame                | Il bene nel male  | 2.                               | 2.                    | 1.                    | 2.                    |
| 10                        | Levante               | Vivo              | 9.                               | 8.                    | 8.                    | 8.                    |
| 11                        | Tananai               | Tango             | 3.                               | 4.                    | 2.                    | 3.                    |
| 12                        | Rosa Chemical         | Made in Italy     | 5.                               | 5.                    | 6.                    | 6.                    |
| 13                        | LDA                   | Se poi domani     | 11.                              | 11.                   | 11.                   | 11.                   |
| 14                        | Paola & Chiara        | Furore            | 10.                              | 6.                    | 7.                    | 7.                    |

#### Gäste
- Francesco Arca mit Mario Di Leva (Schauspieler)
- Al Bano und Massimo Ranieri (Sänger)
- Drusilla Foer und Pegah Moshir Pour (Schauspielerin und Aktivistin)
- Black Eyed Peas (Band)
- Francesca Lollobrigida (Eisschnellläuferin, im Publikum)
- Angelo Duro (Komiker)

### Dritter Abend
Am dritten Abend traten alle 28 Teilnehmer noch einmal mit ihren Beiträgen auf; abgestimmt wurde durch Televoting und die demoskopische Jury. Komoderatorin war die Volleyballspielerin Paola Egonu.

#### Auftritte
| Reihenfolge des Auftritts | Interpret             | Lied                     | Abstimmungsergebnisse | Abstimmungsergebnisse | Abstimmungsergebnisse |
| Reihenfolge des Auftritts | Interpret             | Lied                     | Demoskop. Jury (50 %) | Televoting (50 %)     | Insgesamt             |
| ------------------------- | --------------------- | ------------------------ | --------------------- | --------------------- | --------------------- |
| 1                         | Paola & Chiara        | Furore                   | 16.                   | 1,80 %                | 17.                   |
| 2                         | Mara Sattei           | Duemilaminuti            | 14.                   | 1,21 %                | 18.                   |
| 3                         | Rosa Chemical         | Made in Italy            | 13.                   | 3,93 %                | 7.                    |
| 4                         | Gianluca Grignani     | Quando ti manca il fiato | 17.                   | 3,17 %                | 8.                    |
| 5                         | Levante               | Vivo                     | 18.                   | 0,66 %                | 23.                   |
| 6                         | Tananai               | Tango                    | 8.                    | 4,32 %                | 5.                    |
| 7                         | Lazza                 | Cenere                   | 9.                    | 9,86 %                | 4.                    |
| 8                         | LDA                   | Se poi domani            | 22.                   | 2,96 %                | 13.                   |
| 9                         | Madame                | Il bene nel male         | 7.                    | 3,51 %                | 6.                    |
| 10                        | Ultimo                | Alba                     | 11.                   | 18,83 %               | 1.                    |
| 11                        | Elodie                | Due                      | 5.                    | 2,08 %                | 10.                   |
| 12                        | Mr. Rain              | Supereroi                | 2.                    | 12,21 %               | 3.                    |
| 13                        | Giorgia               | Parole dette male        | 6.                    | 2,25 %                | 9.                    |
| 14                        | Colla Zio             | Non mi va                | 19.                   | 0,83 %                | 21.                   |
| 15                        | Marco Mengoni         | Due vite                 | 1.                    | 16,50 %               | 2.                    |
| 16                        | Colapesce & Dimartino | Splash                   | 3.                    | 2,04 %                | 11.                   |
| 17                        | Coma_Cose             | L’addio                  | 4.                    | 1,99 %                | 12.                   |
| 18                        | Leo Gassmann          | Terzo cuore              | 10.                   | 0,80 %                | 19.                   |
| 19                        | Cugini di Campagna    | Lettera 22               | 21.                   | 0,62 %                | 25.                   |
| 20                        | Olly                  | Polvere                  | 24.                   | 0,84 %                | 24.                   |
| 21                        | Anna Oxa              | Sali (canto dell’anima)  | 26.                   | 1,51 %                | 20.                   |
| 22                        | Articolo 31           | Un bel viaggio           | 12.                   | 1,54 %                | 16.                   |
| 23                        | Ariete                | Mare di guai             | 20.                   | 2,26 %                | 15.                   |
| 24                        | Sethu                 | Cause perse              | 28.                   | 0,23 %                | 28.                   |
| 25                        | Shari                 | Egoista                  | 27.                   | 0,22 %                | 27.                   |
| 26                        | gIANMARIA             | Mostro                   | 23.                   | 0,89 %                | 22.                   |
| 27                        | Modà                  | Lasciami                 | 15.                   | 2,52 %                | 14.                   |
| 28                        | Will                  | Stupido                  | 25.                   | 0,38 %                | 26.                   |

#### Gäste
- Måneskin mit Tom Morello (Band und Gitarrist)
- Sangiovanni (Sänger)
- Massimo Ranieri und Rocío Muñoz Morales (Sänger und Schauspielerin)
- Alessandro Siani (Schauspieler)

### Vierter Abend
Am vierten Abend stellten alle Teilnehmer eine Coverversion eines (auch nicht italienischen) Liedes aus den Jahren 1960–2010 vor, abgestimmt wurde von Pressejury, demoskopischer Jury und durch Televoting. Komoderatorin war die Schauspielerin Chiara Francini.

#### Auftritte
| Reihenfolge des Auftritts | Interpret mit Duettpartner                             | Lied (Originalinterpret)                                             | Abstimmungsergebnisse | Abstimmungsergebnisse | Abstimmungsergebnisse | Abstimmungsergebnisse |
| Reihenfolge des Auftritts | Interpret mit Duettpartner                             | Lied (Originalinterpret)                                             | Demoskop. Jury (33 %) | Pressejury (33 %)     | Televoting (34 %)     | Insgesamt             |
| ------------------------- | ------------------------------------------------------ | -------------------------------------------------------------------- | --------------------- | --------------------- | --------------------- | --------------------- |
| 1                         | Ariete mit Sangiovanni                                 | Centro di gravità permanente (Franco Battiato)                       | 28.                   | 28.                   | 2,96 %                | 17.                   |
| 2                         | Will mit Michele Zarrillo                              | Cinque giorni (Michele Zarrillo)                                     | 23.                   | 26.                   | 0,99 %                | 25.                   |
| 3                         | Elodie mit BigMama                                     | American Woman (The Guess Who)                                       | 4.                    | 3.                    | 1,93 %                | 7.                    |
| 4                         | Olly mit Lorella Cuccarini                             | La notte vola (Lorella Cuccarini)                                    | 18.                   | 20.                   | 1,01 %                | 20.                   |
| 5                         | Ultimo mit Eros Ramazzotti                             | Medley (Eros Ramazzotti)                                             | 13.                   | 12.                   | 20,55 %               | 2.                    |
| 6                         | Lazza mit Emma Marrone und Laura Marzadori             | La fine (Nesli)                                                      | 3.                    | 4.                    | 11,89 %               | 3.                    |
| 7                         | Tananai mit Don Joe und Biagio Antonacci               | Vorrei cantare come Biagio (Simone Cristicchi)                       | 5.                    | 5.                    | 4,32 %                | 6.                    |
| 8                         | Shari mit Salmo                                        | Medley (Zucchero)                                                    | 26.                   | 27.                   | 0,64 %                | 28.                   |
| 9                         | Gianluca Grignani mit Arisa                            | Destinazione Paradiso (Gianluca Grignani)                            | 10.                   | 9.                    | 2,63 %                | 8.                    |
| 10                        | Leo Gassmann mit Edoardo Bennato und Quartetto Flegreo | Medley (Edoardo Bennato)                                             | 8.                    | 11.                   | 1,44 %                | 13.                   |
| 11                        | Articolo 31 mit Fedez                                  | Medley (Articolo 31)                                                 | 6.                    | 16.                   | 2,10 %                | 9.                    |
| 12                        | Giorgia mit Elisa                                      | Luce (tramonti a nord est) (Elisa) / Di sole e d’azzurro (Giorgia)   | 1.                    | 1.                    | 7,81 %                | 4.                    |
| 13                        | Colapesce & Dimartino mit Carla Bruni                  | Azzurro (Adriano Celentano)                                          | 20.                   | 6.                    | 0,95 %                | 15.                   |
| 14                        | Cugini di Campagna mit Paolo Vallesi                   | La forza della vita (Paolo Vallesi) / Anima mia (Cugini di Campagna) | 25.                   | 24.                   | 0,71 %                | 24.                   |
| 15                        | Marco Mengoni mit The Kingdom Choir                    | Let It Be (The Beatles)                                              | 2.                    | 2.                    | 20,58 %               | 1.                    |
| 16                        | gIANMARIA mit Manuel Agnelli                           | Quello che non c’è (Afterhours)                                      | 22.                   | 14.                   | 1,20 %                | 16.                   |
| 17                        | Mr. Rain mit Fasma                                     | Qualcosa di grande (Lùnapop)                                         | 11.                   | 25.                   | 6,46 %                | 5.                    |
| 18                        | Madame mit Izi                                         | Via del Campo (Fabrizio De André)                                    | 12.                   | 8.                    | 1,99 %                | 11.                   |
| 19                        | Coma_Cose mit Baustelle                                | Sarà perché ti amo (Ricchi e Poveri)                                 | 7.                    | 17.                   | 0,65 %                | 18.                   |
| 20                        | Rosa Chemical mit Rose Villain                         | America (Gianna Nannini)                                             | 21.                   | 7.                    | 1,80 %                | 12.                   |
| 21                        | Modà mit Le Vibrazioni                                 | Vieni da me (Le Vibrazioni)                                          | 14.                   | 18.                   | 2,49 %                | 10.                   |
| 22                        | Levante mit Renzo Rubino                               | Vivere (Vasco Rossi)                                                 | 19.                   | 23.                   | 0,39 %                | 26.                   |
| 23                        | Anna Oxa mit Iljard Shaba                              | Un’emozione da poco (Anna Oxa)                                       | 24.                   | 21.                   | 0,90 %                | 23.                   |
| 24                        | Sethu mit Bnkr44                                       | Charlie fa surf (Baustelle)                                          | 27.                   | 22.                   | 0,34 %                | 27.                   |
| 25                        | LDA mit Alex Britti                                    | Oggi sono io (Alex Britti)                                           | 16.                   | 13.                   | 1,48 %                | 14.                   |
| 26                        | Mara Sattei mit Noemi                                  | L’amour toujours (I’ll Fly with You) (Gigi D’Agostino)               | 9.                    | 19.                   | 0,48 %                | 22.                   |
| 27                        | Paola & Chiara mit Merk & Kremont                      | Medley (Paola & Chiara)                                              | 15.                   | 15.                   | 0,85 %                | 19.                   |
| 28                        | Colla Zio mit Ditonellapiaga                           | Salirò (Daniele Silvestri)                                           | 17.                   | 10.                   | 0,48 %                | 21.                   |

#### Gäste
- Carolina Crescentini, Valentina Romani, Carmine Recano, Matteo Paolillo, Massimiliano Caiazzo und Nicolas Maupas (Schauspieler)
- Peppino di Capri (Sänger)

### Fünfter Abend
Im Finale am fünften Abend treten noch einmal alle Teilnehmer mit ihrem Festivalbeitrag auf, es stimmt lediglich das Publikum über Televoting ab. Die fünf bestplatzierten Beiträge (im Durchschnitt aus allen vier Abstimmungen) gelangen in die Endrunde, in der Televoting, Pressejury und demoskopische Jury den Sieger bestimmen. Komoderatorin ist erneut Chiara Ferragni.

#### Auftritte
| Reihenfolge des Auftritts | Interpret             | Lied                     | Abstimmungsergebnisse | Abstimmungsergebnisse | Abstimmungsergebnisse | Abstimmungsergebnisse | Abstimmungsergebnisse |
| Reihenfolge des Auftritts | Interpret             | Lied                     | 1./2. Abend           | 3. Abend              | 4. Abend              | 5. Abend (Televoting) | Insgesamt             |
| ------------------------- | --------------------- | ------------------------ | --------------------- | --------------------- | --------------------- | --------------------- | --------------------- |
| 1                         | Elodie                | Due                      | 5.                    | 10.                   | 7.                    | 2,35 %                | 9.                    |
| 2                         | Colla Zio             | Non mi va                | 13.                   | 21.                   | 21.                   | 0,53 %                | 20.                   |
| 3                         | Mara Sattei           | Duemilaminuti            | 12.                   | 18.                   | 22.                   | 0,67 %                | 19.                   |
| 4                         | Tananai               | Tango                    | 4.                    | 5.                    | 6.                    | 6,31 %                | 5.                    |
| 5                         | Colapesce & Dimartino | Splash                   | 2.                    | 11.                   | 15.                   | 2,01 %                | 10.                   |
| 6                         | Giorgia               | Parole dette male        | 8.                    | 9.                    | 4.                    | 2,44 %                | 6.                    |
| 7                         | Modà                  | Lasciami                 | 21.                   | 14.                   | 10.                   | 2,70 %                | 11.                   |
| 8                         | Ultimo                | Alba                     | 10.                   | 1.                    | 2.                    | 15,67 %               | 2.                    |
| 9                         | Lazza                 | Cenere                   | 7.                    | 4.                    | 3.                    | 13,88 %               | 3.                    |
| 10                        | Marco Mengoni         | Due vite                 | 1.                    | 2.                    | 1.                    | 21,20 %               | 1.                    |
| 11                        | Rosa Chemical         | Made in Italy            | 9.                    | 7.                    | 12.                   | 3,68 %                | 8.                    |
| 12                        | Cugini di Campagna    | Lettera 22               | 15.                   | 25.                   | 24.                   | 0,74 %                | 21.                   |
| 13                        | Madame                | Il bene nel male         | 3.                    | 6.                    | 11.                   | 3,95 %                | 7.                    |
| 14                        | Ariete                | Mare di guai             | 20.                   | 15.                   | 17.                   | 1,72 %                | 14.                   |
| 15                        | Mr. Rain              | Supereroi                | 17.                   | 3.                    | 5.                    | 14,81 %               | 4.                    |
| 16                        | Paola & Chiara        | Furore                   | 14.                   | 17.                   | 19.                   | 0,63 %                | 17.                   |
| 17                        | Levante               | Vivo                     | 16.                   | 23.                   | 26.                   | 0,43 %                | 23.                   |
| 18                        | LDA                   | Se poi domani            | 24.                   | 13.                   | 14.                   | 1,11 %                | 15.                   |
| 19                        | Coma_Cose             | L’addio                  | 6.                    | 12.                   | 18.                   | 0,94 %                | 13.                   |
| 20                        | Olly                  | Polvere                  | 23.                   | 24.                   | 20.                   | 0,42 %                | 24.                   |
| 21                        | Articolo 31           | Un bel viaggio           | 18.                   | 16.                   | 9.                    | 0,71 %                | 16.                   |
| 22                        | Will                  | Stupido                  | 25.                   | 26.                   | 25.                   | 0,20 %                | 26.                   |
| 23                        | Leo Gassmann          | Terzo cuore              | 11.                   | 19.                   | 13.                   | 0,50 %                | 18.                   |
| 24                        | gIANMARIA             | Mostro                   | 22.                   | 22.                   | 16.                   | 0,59 %                | 22.                   |
| 25                        | Anna Oxa              | Sali (canto dell’anima)  | 26.                   | 20.                   | 23.                   | 0,53 %                | 25.                   |
| 26                        | Shari                 | Egoista                  | 27.                   | 27.                   | 28.                   | 0,09 %                | 27.                   |
| 27                        | Gianluca Grignani     | Quando ti manca il fiato | 19.                   | 8.                    | 8.                    | 1,08 %                | 12.                   |
| 28                        | Sethu                 | Cause perse              | 28.                   | 28.                   | 27.                   | 0,11 %                | 28.                   |

| Reihenfolge des Auftritts | Interpret     | Lied      | Abstimmungsergebnisse | Abstimmungsergebnisse | Abstimmungsergebnisse | Abstimmungsergebnisse |
| Reihenfolge des Auftritts | Interpret     | Lied      | Demoskop. Jury (33 %) | Pressejury (33 %)     | Televoting (34 %)     | Insgesamt             |
| ------------------------- | ------------- | --------- | --------------------- | --------------------- | --------------------- | --------------------- |
| 1                         | Ultimo        | Alba      | 4.                    | 5.                    | 20,39 %               | 12,25 %               |
| 2                         | Tananai       | Tango     | 5.                    | 3.                    | 11,15 %               | 11,15 %               |
| 3                         | Lazza         | Cenere    | 3.                    | 2.                    | 18,28 %               | 16,64 %               |
| 4                         | Marco Mengoni | Due vite  | 1.                    | 1.                    | 32,31 %               | 45,53 %               |
| 5                         | Mr. Rain      | Supereroi | 2.                    | 4.                    | 17,87 %               | 14,43 %               |

#### Gäste
- Militärkapelle der Aeronautica Militare
- Depeche Mode (Band)
- Gino Paoli (Sänger)
- Ornella Vanoni (Sängerin)
- Luisa Ranieri (Schauspielerin)
- Antytila (Band)

## Einschaltquoten
Italienische Einschaltquoten gemäß Auditel-Erhebungen:
| Ausstrahlung     | Durchschnitt | Durchschnitt |
| Ausstrahlung     | Zuschauer    | Quoten       |
| ---------------- | ------------ | ------------ |
| 7. Februar 2023  | 10.757.000   | 62,4 %       |
| 8. Februar 2023  | 10.545.000   | 62,3 %       |
| 9. Februar 2023  | 9.240.000    | 57,6 %       |
| 10. Februar 2023 | 11.121.000   | 66,5 %       |
| 11. Februar 2023 | 12.256.000   | 66,0 %       |
| Durchschnitt     | 10.783.800   | 62,96 %      |

## Belege
1. ↑  Sanremo, ai Colla Zio il Premio Enzo Jannacci: “Hanno grande energia, simpatia e spontaneità". In: Il Secolo XIX. 10. Februar 2023, abgerufen am 11. Februar 2023 (italienisch).
2. 1 2 3 4 5  Sanremo 2023 classifiche risultati votazioni. (PDF; 0,3 MB) Rai, abgerufen am 12. Februar 2023 (italienisch).
3. ↑  Fabio Fabbretti: Ascolti TV Martedì 7 febbraio 2023. Sanremo parte forte: 62.4% - 10,7 milioni (+4.6% rispetto al 2022). In: DavideMaggio.it. 8. Februar 2023, abgerufen am 8. Februar 2023.
4. ↑  Fabio Fabbretti: Ascolti TV Mercoledì 8 febbraio 2023. Sanremo si conferma al 62.3% (10,5 mln). Storie Italiane vola oltre il 29%. In: DavideMaggio.it. 9. Februar 2023, abgerufen am 9. Februar 2023.
5. ↑  Fabio Fabbretti: Ascolti TV  Giovedì 9 febbraio 2023. Sanremo 57.6% (in linea con il 2022), GF Vip 10.88%. In daytime vola la Daniele (30.43%-27.21%), Bortone 21.25% e Matano 24.45%, flop Fedez (2.97%). In: DavideMaggio.it. 10. Februar 2023, abgerufen am 10. Februar 2023.
6. ↑  Fabio Fabbretti: Ascolti TV  Venerdì 10 febbraio 2023. Sanremo vola a 11,1 milioni - 66.5% (+2.8% e -257.000 vs 2022). In: DavideMaggio.it. 11. Februar 2023, abgerufen am 11. Februar 2023.
7. ↑  Fabio Fabbretti: Ascolti TV Sabato 11 febbraio 2023. Sanremo chiude al 66% e 12,2 mln, C'è Posta per Te 12.34% (2,6 mln). In: DavideMaggio.it. 12. Februar 2023, abgerufen am 12. Februar 2023.